# Lew Grigorjewitsch Zibulin
Lew Grigorjewitsch Zibulin (russisch Лев Григорьевич Цибулин; * 7. Juni 1927 in der Staniza Krasjukowskaja bei Kamenolomni; † 28. Februar 2009 in Tjumen) war ein sowjetisch-russischer Geophysiker.

## Leben
Nach Dienst in der Roten Armee (1944–1945) und Studium am Bergbau-Institut Swerdlowsk (Abschluss 1951) wurde Zibulin Leiter einer Arbeitsgruppe für seismische Prospektion in Qostanai.
Ab 1953 arbeitete Zibulin in der Erdölindustrie Westsibiriens. Als Senior-Ingenieur leitete er die Arbeitsgruppe für seismische Prospektion des Westsibirischen Geophysik-Trusts. 1956 wurde er Chefingenieur und Chefgeophysiker der Berjosowo- und Narykary-Expedition und 1960 Leiter der Narykary-Expedition.
1961 wurde Zibulin zum Chefgeophysiker und Vizeleiter für geophysikalische Arbeiten der Geologie-Regionalverwaltung Tjumen (ab 1966 Glawtjumengeologija) ernannt  und blieb es bis 1989. Er führte Methoden zur seismischen Prospektion von Flüssen und aus der Luft ein, um die geologischen Strukturen in der Tjumen-Region zu analysieren und die günstigsten Orte für Bohrungen zu identifizieren. Unter seiner Leitung wurden 173 Orte für Bohrungen ausgewählt. Er war an der Entdeckung von 37 Erdöl- und 32 Erdgas-Lagerstätten beteiligt.
Zibulin war gewähltes Mitglied des Tjumen-Stadtkomitees der KPdSU.

## Ehrungen, Preise
- Orden des Roten Banners der Arbeit (1963, 1986)[1]
- Leninpreis im Bereich Technik (1964 zusammen mit Michail Kalinnikowitsch Korowin (postum), Sofja Gdaljewna Belkina, Alexander Grigorjewitsch Bystrizki, Lew Iwanowitsch Rownin, Boris Wlassowitsch Saweljew, Wladimir Wladimirowitsch Ansimow, Raul-Juri Georgijewitsch Ervier, Albert Grigorjewitsch Judin, Wladimir Panteleimonowitsch Kasarinow, Nikolai Nikititsch Rostowzew, Wassili Dmitrijewitsch Naliwkin und Tatjana Iwanowna Ossyko für die perspektivische Erforschung der Erdöl-Vorkommen des Westsibirischen Tieflands und Entdeckung des ersten westsibirischen Erdgas-Vorkommens im Berjosowo-Rajon)[1]
- Held der sozialistischen Arbeit mit Leninorden und Hammer-und-Sichel-Goldmedaille (1968)[1]